# Jean-François Van Der Motte
Jean-François Van Der Motte (* 8. Dezember 1913 in Brüssel; † 8. Oktober 2007 in Mont-de-l’Enclus) war ein belgischer Radrennfahrer und nationaler Meister im Radsport.

## Sportliche Laufbahn
Bei den Olympischen Sommerspielen 1936 in Berlin wurde er im olympischen Straßenrennen beim Sieg von Robert Charpentier als 16. klassiert. Er gewann in der Mannschaftswertung mit Auguste Garrebeek und Armand Putzeys die Bronzemedaille.
1935 gewann er die nationale Meisterschaft im Straßenrennen der Amateure.